# 実川俊晴
実川 俊晴（じつかわ としはる、1948年10月21日 - ）は、東京都千代田区神田出身のシンガーソングライター。早稲田大学理工学部中退。
1990年にあんしんパパ名義で発売された、アニメ『キテレツ大百科』のテーマ曲「はじめてのチュウ」がスタンダードヒット。

## 略歴
- 1967年 カレッジポップスバンド「ザ・マミローズ」結成。担当はドラムス。東芝EMI/EXPRESSレーベルよりメジャー・デビュー。黒澤久雄と共にTBS系列『ヤング720』に出演した経験がある。
- 1969年 バンド名を「ハローハッピー」に改名。
- 1972年 フォークロックバンド「マギーメイ」を結成、リーダーおよびリードボーカルを務め、アフロサウンドも手がけると同時にラブリーなポップス「続・二人暮らし」も発表し日比谷野音等でのライブが好評、コーラスワークを他のグループ（アルフィー等）にリスペクトされる。
- 1979年 「実川俊」（じつかわしゅん）名義でソロデビュー、この頃に『夜のヒットスタジオ』に出演「鬼にかえろう」パフォーマンスは衝撃的だったが、既にスタジオ録音活動に生き甲斐を感じライブは一切しなくなる。
- 1982年 芸名を「TOSHIHARU」に改名、4ヶ月続けてシングル発売も、ひと前に出ることは拒否。
- 1990年 「あんしんパパ」名義で「はじめてのチュウ」発売。
  - この頃から数多くのシンガーのボイスレッスンを担当。
  - 坂崎幸之助等からマギーメイ再結成を請われるも固辞。以後、人前に出ないアーティストの道を歩む。
- 1999年 フジテレビ『快進撃TVうたえモン』で「はじめてのチュウ」を加工した声と地声で披露。司会の今田耕司に対してのリアクションで変わったおじさん扱いされた。出演理由は不明。
- 2011年 フジテレビの番組で木村拓哉と「はじめてのチュウ」を弾き語りデュエット。これは例外中の例外。その後も一切公的な場所の仕事は受けていない。
- 2016年  クリンクレコードより、アーカイブCD第1弾リリース。
- 2017年  クリンクレコードより、アーカイブCD第2弾リリース。
- 2017年 TJ Teardropsというアーティスト名で、ダンスミュージック系配信アルバム発表。
- 2018年 本名の実川俊晴で、配信アルバム2枚発表。

## ディスコグラフィー

### ザ・マミローズ
- シングル

1. もう一度だけ/灰色の空（1969年7月）

### ハローハッピー
- シングル

1. バイバイマリア/朝日の見える丘（1970年2月）

### マギーメイ
- シングル

1. 失くした心/星を探して（1972年1月）
2. 吟遊詩人/12時の向こうに（1973年3月）
3. 続二人暮し/二人暮し（1973年8月）
4. もう1年になる/私の小さなブティック（1974年9月）
5. 誓いのハイウェイ/空飛ぶじゅうたん（1975年6月）

- アルバム

1. Maggie May ファースト（1973年4月）
2. もぬけのから（1974年11月）

### 実川俊
- シングル

1. 鬼にかえろう（1979年）
2. 王者の魂（1980年）
  - ジャイアント馬場入場テーマ曲

- アルバム

1. ふりむけば50億（1979年）

### TOSHIHARU
- シングル

1. ラストソングはI Love You（1982年）
2. Queen Of Island（1982年）
3. た・け・し（1982年）
4. Angel〜夢は1999〜（1982年）

### あんしんパパ
- シングル

1. はじめてのチュウ（1990年5月1日[2]）
2. はじめてのチュウ〜AG弾き語りVer.〜（2010年、音楽配信限定）
3. はじめてのチュウ〜ヘブンリーライブVer.〜（2011年、音楽配信限定）
4. 火星に降りたニャンコ（2014年、音楽配信限定）
5. 静かなる旅〜Full-Sato Mix〜（2014年、音楽配信限定）

- アルバム

1. あんしんパパストーリー〜青春篇〜（1995年11月1日）
2. あんしんパパ2006（2007年12月14日、音楽配信限定）

### あんしんグランパパ
- シングル

1. はじめてのチュウ〜AG弾き語りVer.〜（2010年、音楽配信限定）
2. はじめてのチュウ〜ヘブンリーライブVer.〜（2011年、音楽配信限定）

### TJ Teardrops
- アルバム

1. Lucky Man（2017年8月、音楽配信限定）

### 実川俊晴
- アルバム

1. Satellite（2018年1月、音楽配信限定）
2. Sirius（2018年6月、音楽配信限定）

### その他
- アルバム（アーカイブ）

1. 実川俊晴アーカイブ第１弾（2016年10月 2枚組CD クリンクレコード）「12時のむこうに　アンソロジー 1969-1975」
2. 実川俊晴アーカイブ第２弾（2017年2月 2枚組CD クリンクレコード）「実川俊晴　ポップソングス　1979-2016」

## 提供曲

### あ行
- 恵留美寿
  - ドラゴンナイト（作詞）
- 岡田奈々
  - 少女夜曲（作曲[3]）
  - ふるさとをあげる（作曲[3]）
  - 哀しみの霧雨（作曲[3]）
  - 北の星座（作曲[3]）
- 荒川務
  - 北風の少女（作曲）
  - 愛のマーチ（作曲）

### か行
- カルメン
  - 嘘みたい?!（作曲・編曲）
- 木之内みどり
  - ひと月おくれのクリスマス（作曲[3]）
  - 雪の匂い（作曲[3]）
  - フルーツ（作曲[3]）
- Cotton
  - ラビットの玉子たち（作曲）
  - なめんじゃないョ（作曲）
  - 恋の椅子取りゲームに勝つ方法（作曲）
  - 曇りのち晴れ渡辺くん（作曲）
  - ダンシング ミソ SOUP（作曲）
  - 聖・COOKIE DAY（作曲）
  - ルテシ〜アの心（作曲）
  - もう少し 片想いでいさせて（作曲）

### さ行
- ザ・ヴィーナス
  - PEPPERMINT LOVE（作曲[4]・編曲[5]）
  - 涙のダイヤモンドリング（作曲[4]・編曲[5]）
  - 情熱のスキャンダル（作曲[4]・編曲[5]）
  - 恋のスピリット（作曲[4]・編曲[5]）
  - N.Y. WATCH A LAKE HOY (New York オチャラカ)（作曲[4]・編曲[5]）
- ぜんじろう
  - 影の4番打者〜全国高校野球部女子マネージャーに捧ぐ〜（作詞・作曲）
- 桜田淳子
  - This is a "Boogie"（作詞[3]）

### た行
- ちはる
  - スーパースターを夢見て（作詞・作曲）
- とんぼちゃん
  - 貝がらの秘密（作詞・作曲）

### は行
- 林寛子
  - 夢のくちづけ（作曲）

- 藤田淑子
  - メリーはただのともだち（作詞・作曲・編曲）

### ま行
- 三谷晃代
  - ひい・ふう・みい（作曲[3]）
  - あいつ（作曲[3]）
- 松尾久美子
  - かすみ草（作詞・作曲[3]）

### や行
- ユミ飛鳥
  - Nuts(夏) to You（作詞・作曲[4]・編曲[5]）
- 横山みゆき
  - ミストレス 〜愛人〜（作曲[3]）
- 横山智佐
  - 男と女はパピプペポ（作曲）
- yayoi
  - しーしーガガ（作詞・作曲・編曲）

### ら行
- ラジオっ娘
  - やったね MARIKO!（作詞[3]・作曲[4]・編曲[5]）

## プロデュース
- 「VIVA! Pachinko」（串田アキラ）
- WLAM、MaJigh、プネットキッズ、yayoi